# Carlo Bottari
Carlo Bottari (Vasto, 21 ottobre 1922 – Vasto, 8 maggio 2002) è stato un politico italiano.